# RAI
Rai SpA sau RAI - Radiotelevisione Italiana este principalul grup audiovizual public italian.
Societate pe acțiuni de drept privat, Rai SpA este controlat cu 99,55 % de Rai Holding, deținut cu 100 % de statul italian (Ministerul Italian al Trezoreriei) și cu 0,45 % de SIAE (Società Italiana degli Autori ed Editori), societate însărcinată cu garantarea drepturilor de autor.
Membră a Uniunii Europene de Radioteleviziune, RAI SpA este acționar al Euronews.